# Pliopithecus piveteaui
Pliopithecus piveteaui es una especie extinta de primates catarrinos de la familia Pliopithecidae que vivió a mediados del Mioceno. Su ecología era omnívora y arbícola.